# Metridioidea
Super-famille
Synonymes
- Metridioidea Rodríguez & Daly in Rodríguez et al., 2014[1]

Les Metridioidea sont une super-famille d'anémones de mer de l'ordre des Actiniaria.

## Liste des familles
Selon World Register of Marine Species (17 avril 2020) :
- famille Acontiophoridae Carlgren, 1938
- famille Acricoactinidae Larson, 2016
- famille Actinoscyphiidae Stephenson, 1920
- famille Aiptasiidae Carlgren, 1924
- famille Aiptasiomorphidae Carlgren, 1949
- famille Aliciidae Duerden, 1895
- famille Andvakiidae Danielssen, 1890
- famille Antipodactinidae Rodríguez, López-González & Daly, 2009
- famille Bathyphelliidae Carlgren, 1932
- famille Boloceroididae Carlgren, 1924
- famille Diadumenidae Stephenson, 1920
- famille Gonactiniidae Carlgren, 1893
- famille Halcampidae Andres, 1883
- famille Haliactinidae Carlgren, 1949
- famille Hormathiidae Carlgren, 1932
- famille Isanthidae Carlgren, 1938
- famille Kadosactinidae Riemann-Zürneck, 1991
- famille Metridiidae Carlgren, 1893
- famille Nemanthidae Carlgren, 1940
- famille Nevadneidae Carlgren, 1925
- famille Octineonidae Fowler, 1894
- famille Sagartiidae Gosse, 1858
- famille Sagartiomorphidae Carlgren, 1934

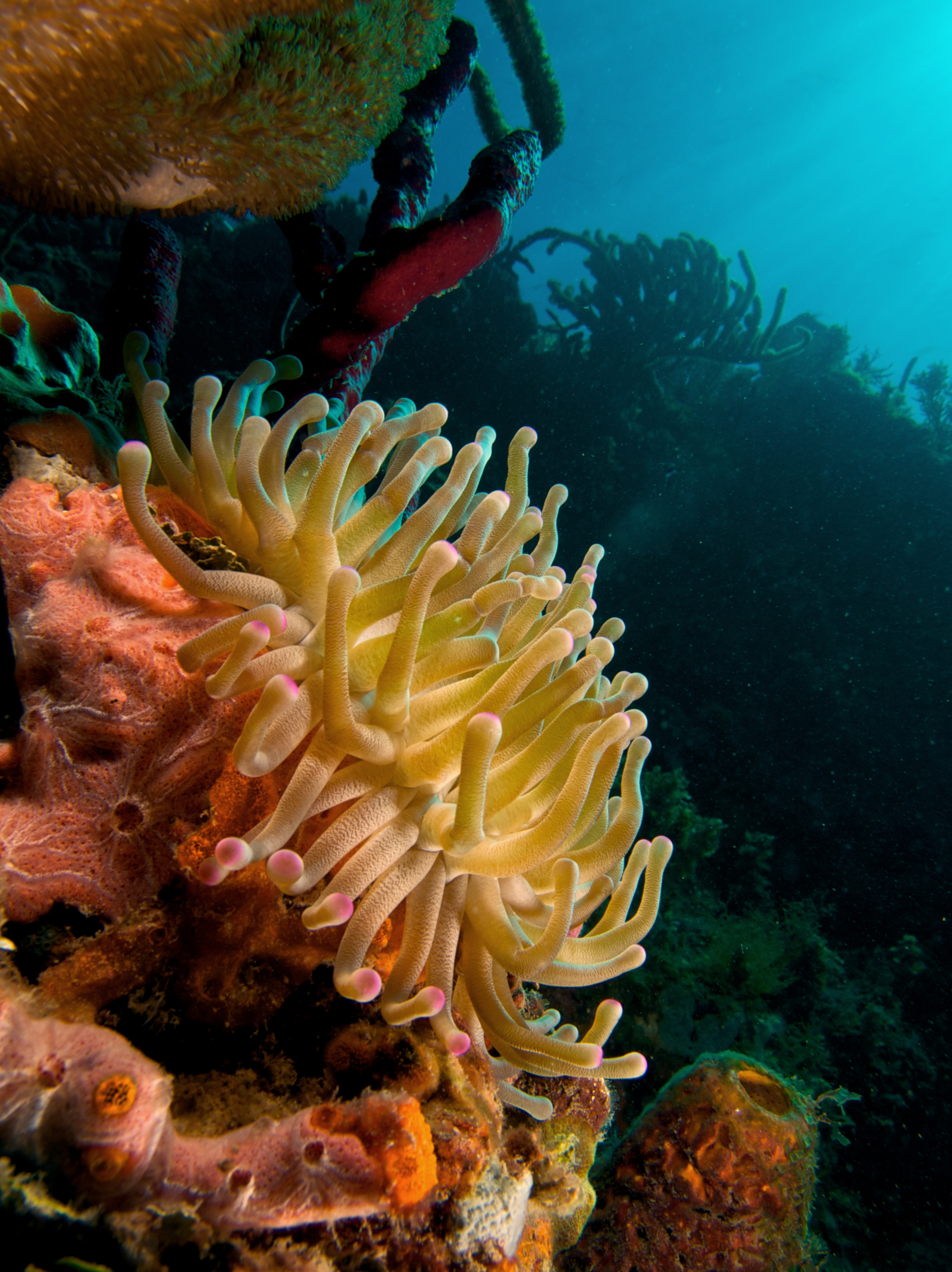
Condylactis gigantea, une Actiniidae
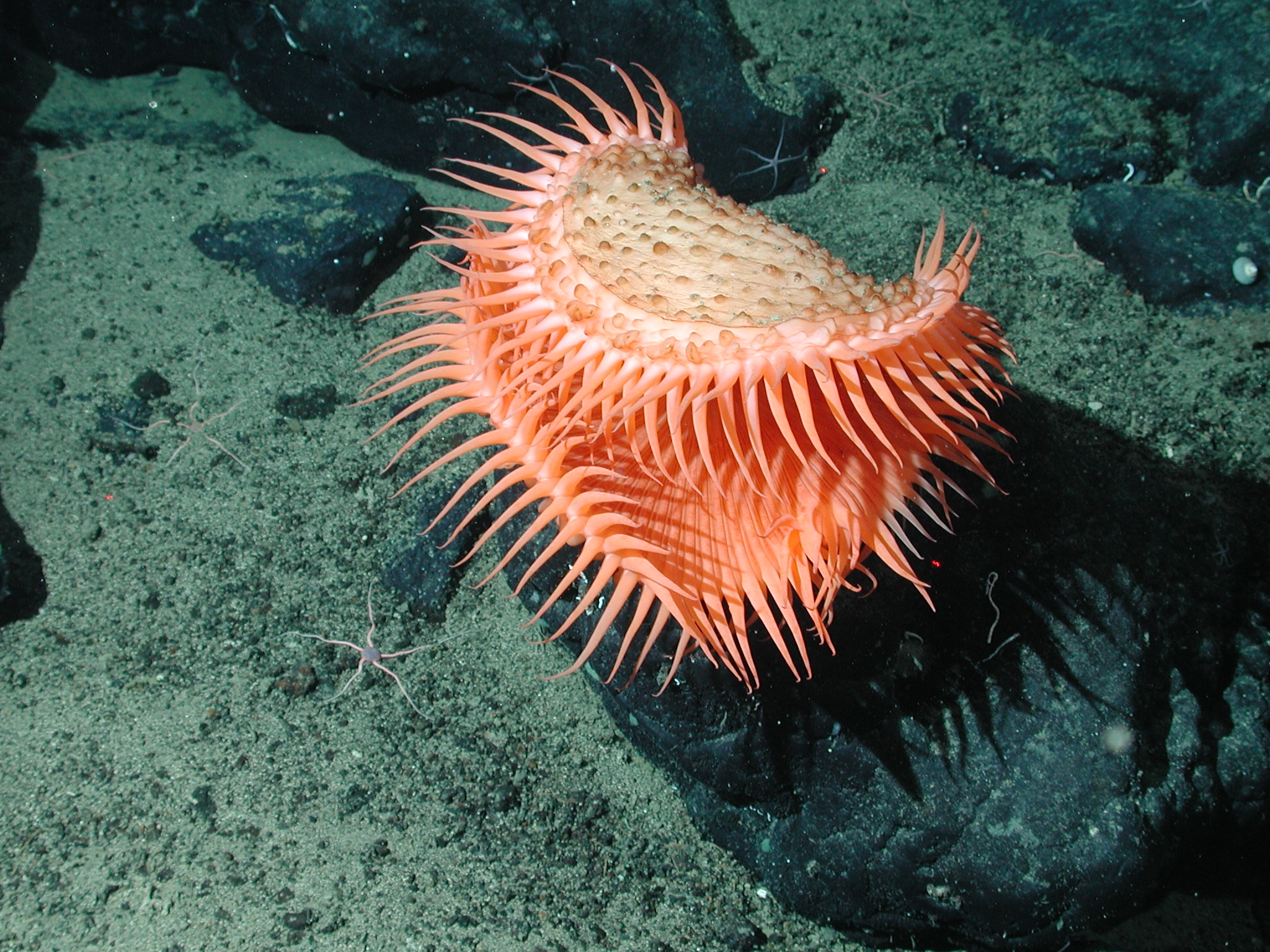
Actinoscyphia aurelia, une Actinoscyphiidae
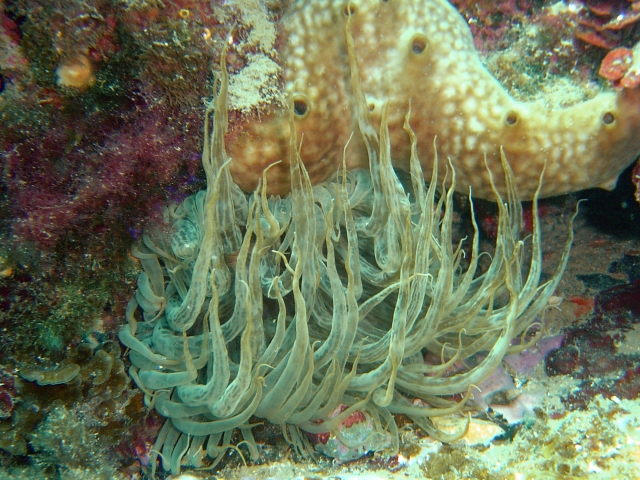
Aiptasia mutabilis, une Aiptasiidae
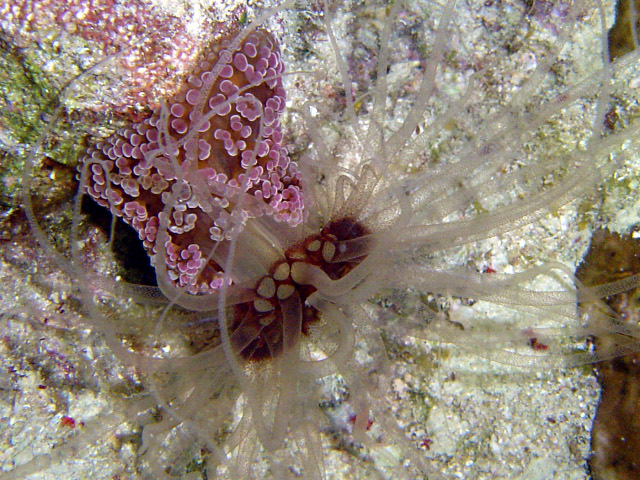
Alicia pretiosa, une Aliciidae
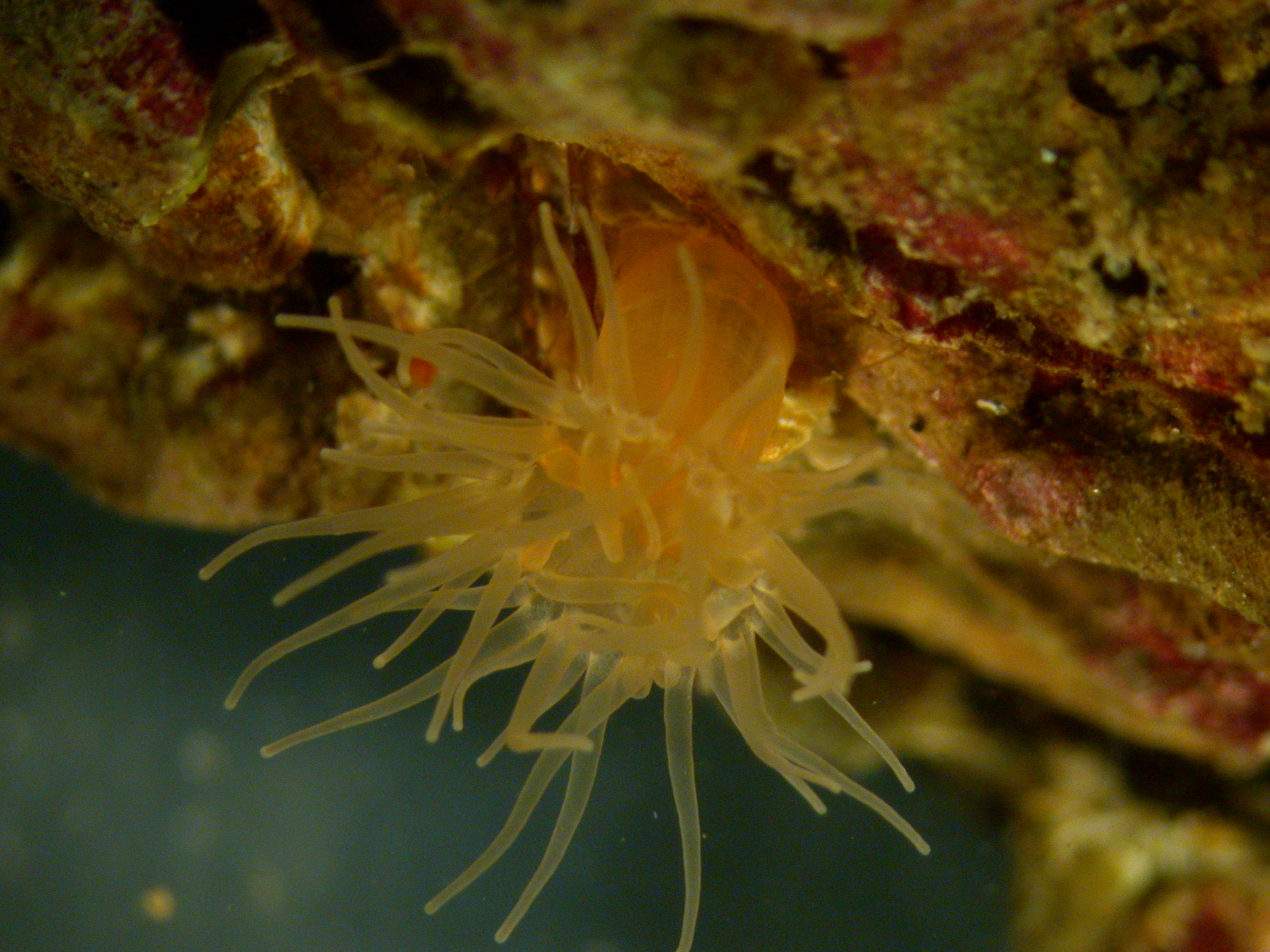
Diadumene cincta, une Diadumenidae
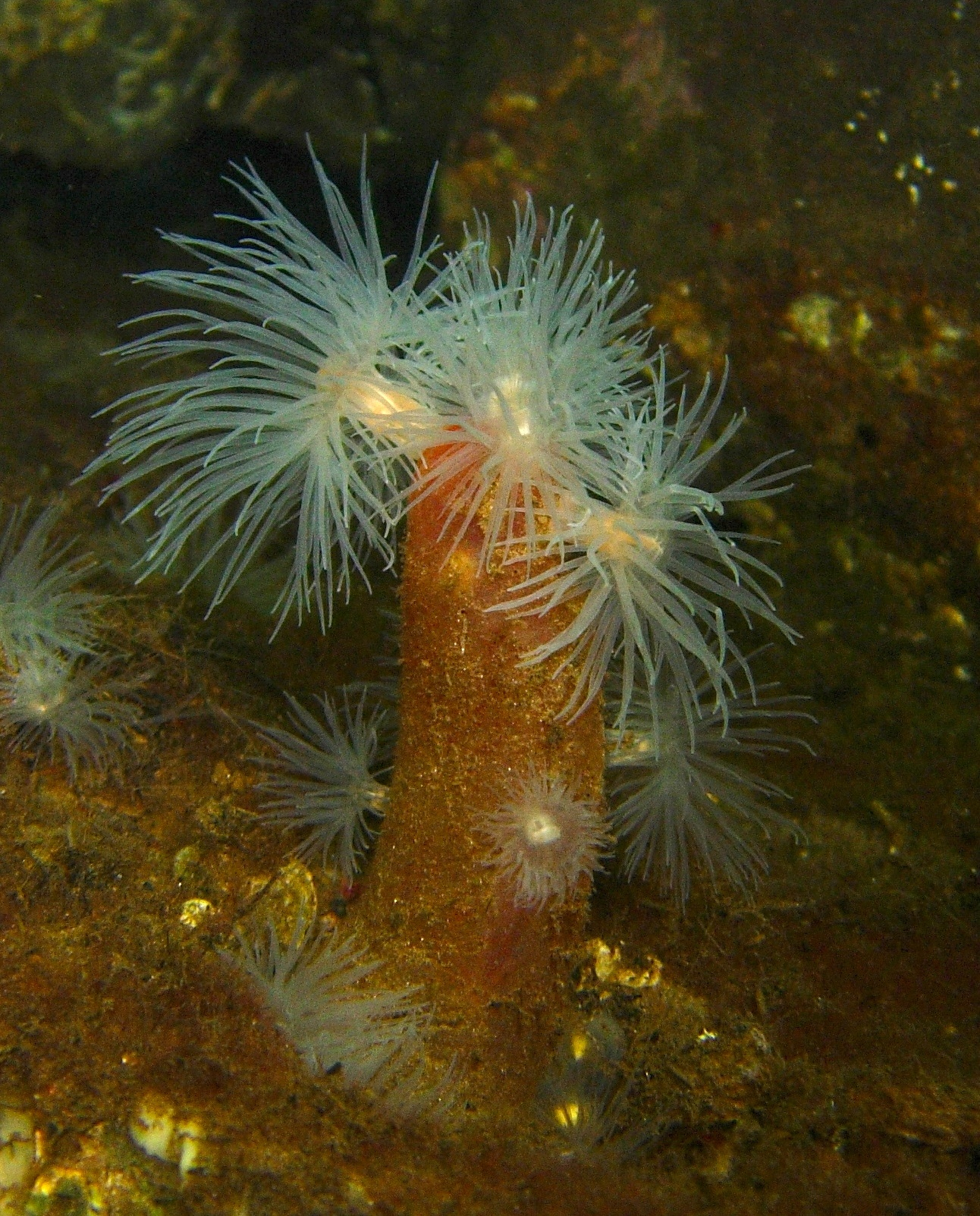
Protanthea simplex, une Gonactiniidae
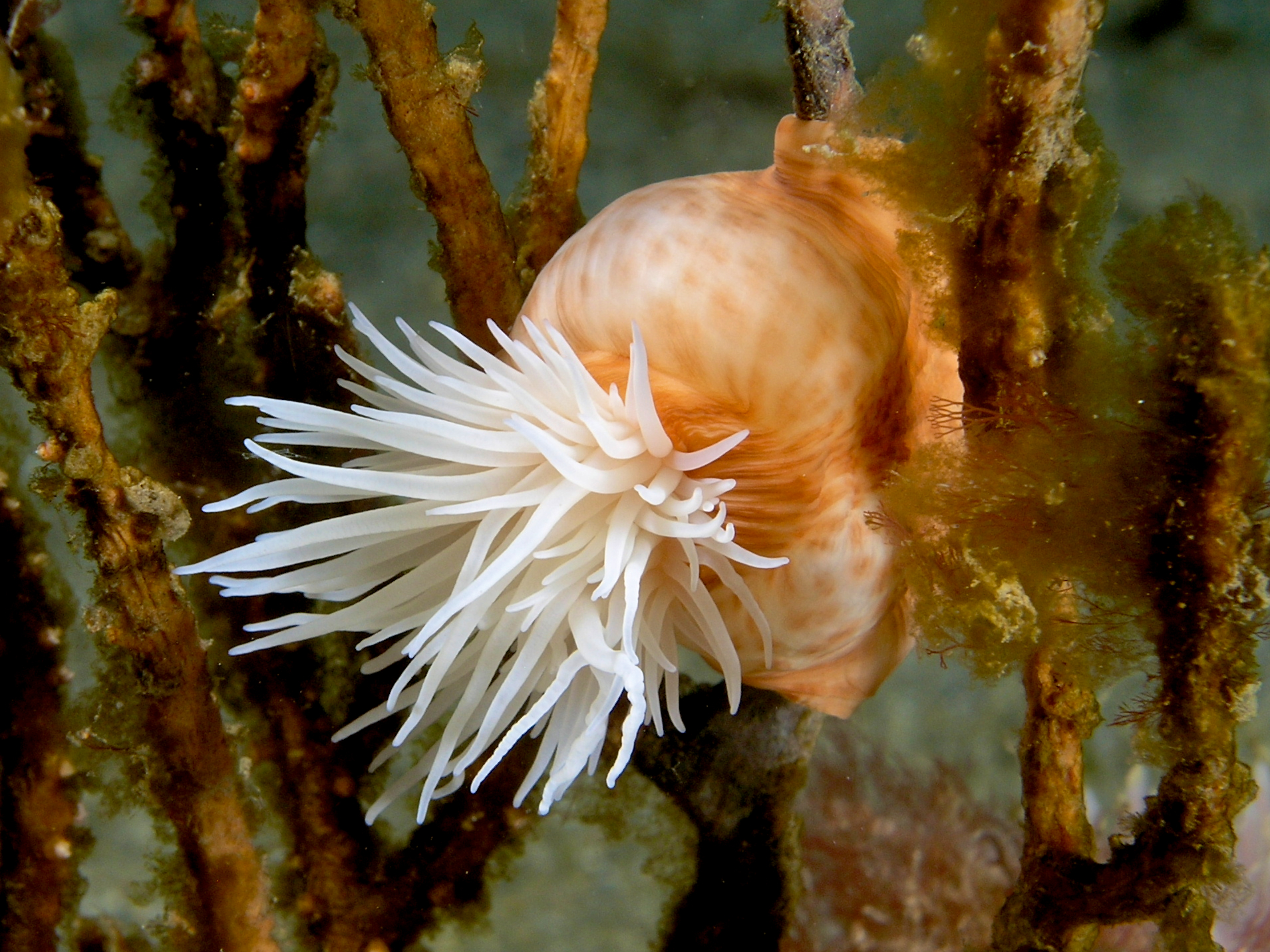
Amphianthus sp., une Hormathiidae
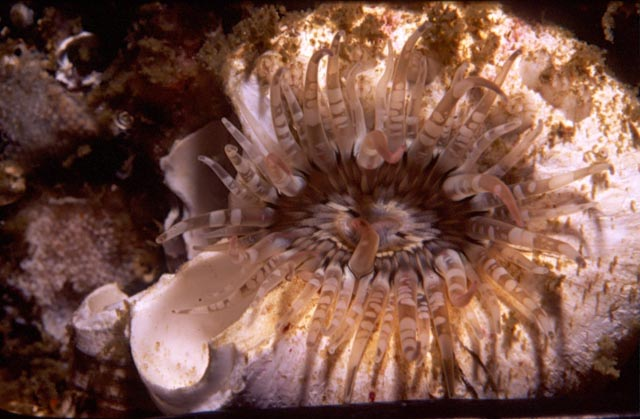
Isanthus capensis, une Isanthidae
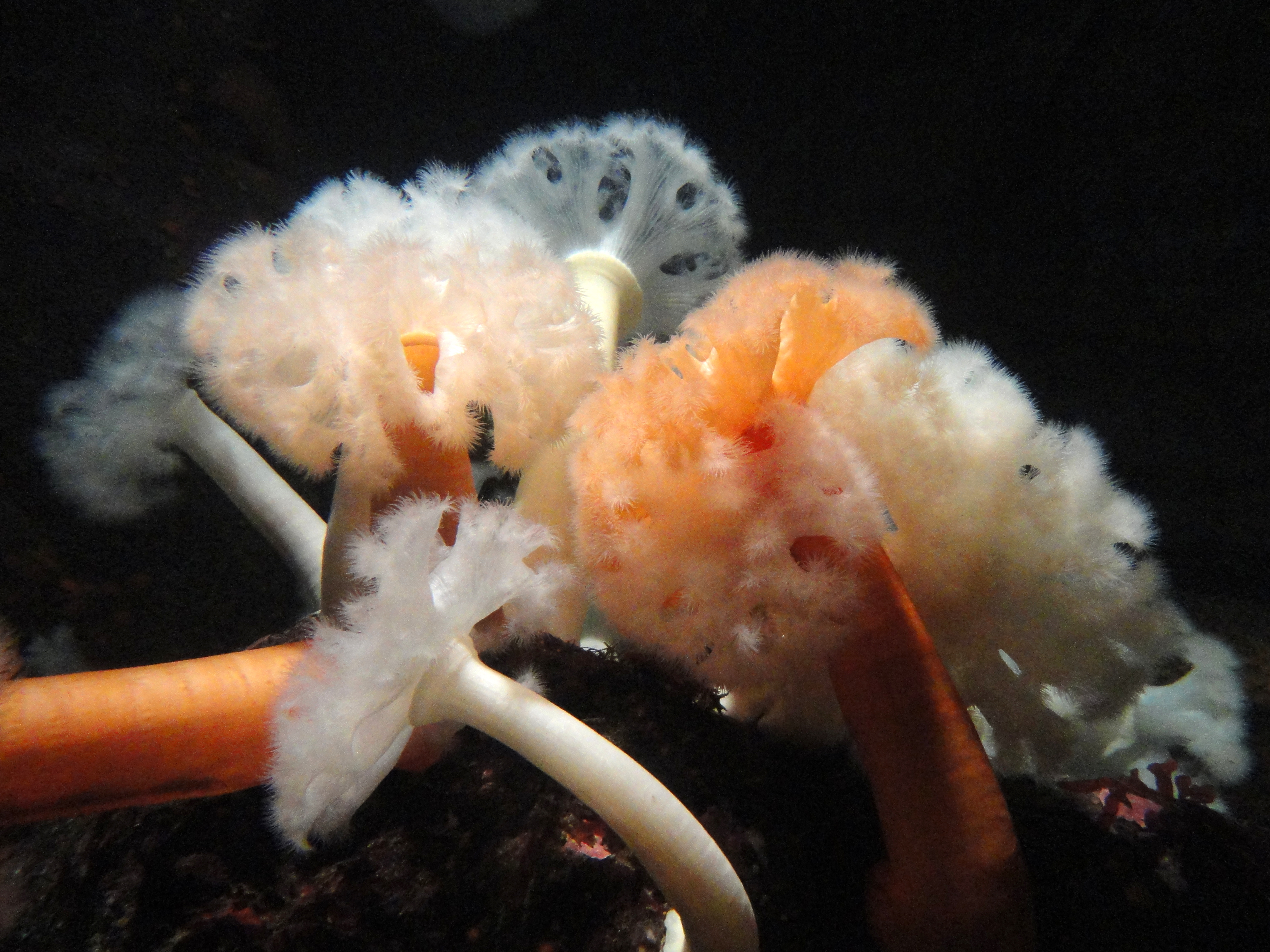
Metridium farcimen, une Metridiidae
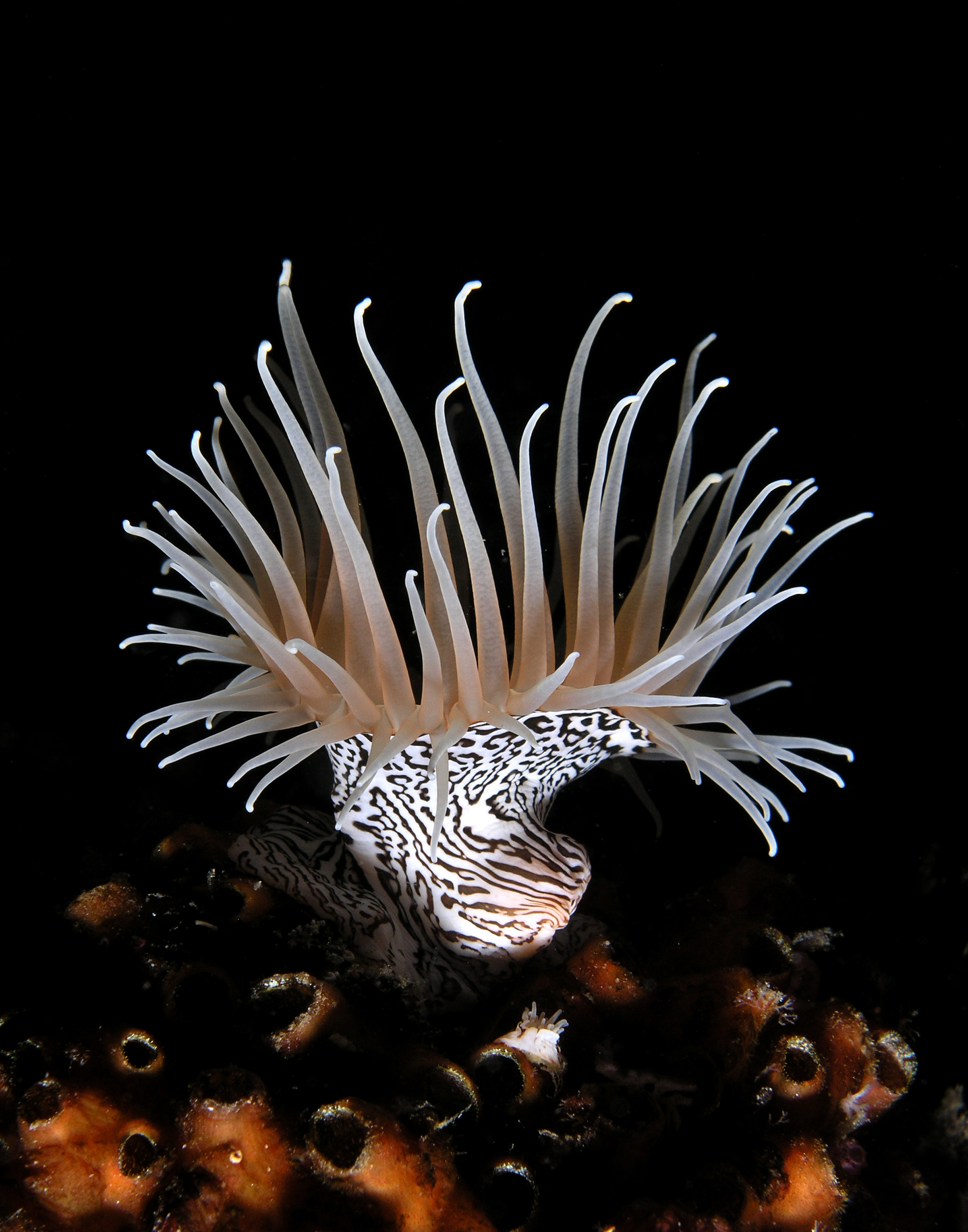
Nemanthus annamensis, une Nemanthidae
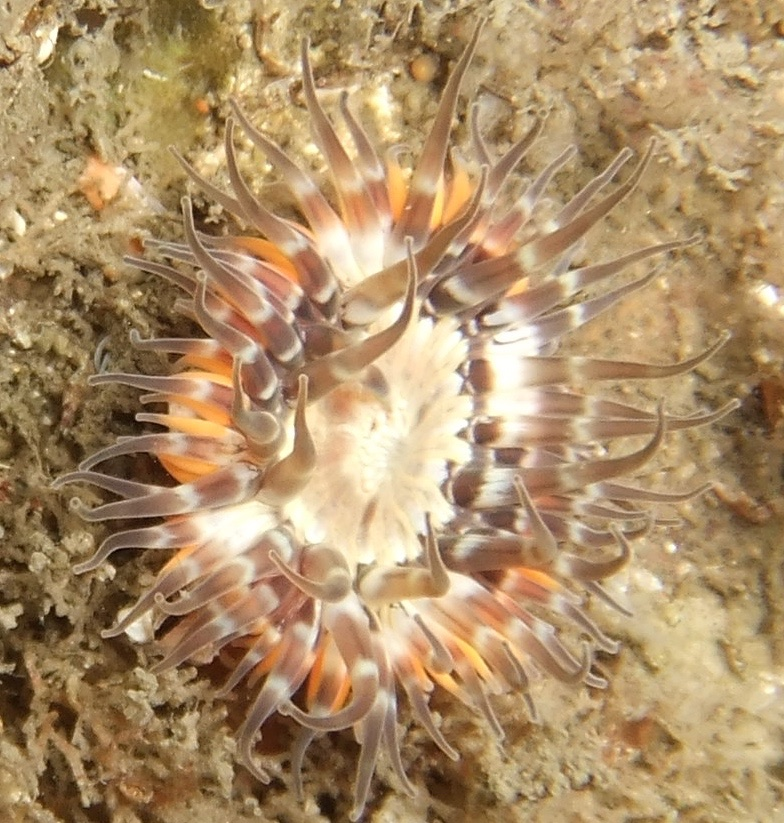
Sagartia elegans, une Sagartiidae